# Vääräsaari (ö i Birkaland, Övre Birkaland, lat 62,39, long 23,38)
Vääräsaari är en ö i Finland. Den ligger i sjön Seinäjärvi och i kommunen Virdois i den ekonomiska regionen  Övre Birkalands ekonomiska region  och landskapet Birkaland, i den sydvästra delen av landet, 260 km norr om huvudstaden Helsingfors. Öns area är 2,1 hektar och dess största längd är 310 meter i sydöst-nordvästlig riktning.